# Urytalpa rhapsodica
Urytalpa rhapsodica is een muggensoort uit de familie van de Keroplatidae. De wetenschappelijke naam van de soort is voor het eerst geldig gepubliceerd in 1995 door Chandler.